# HŠK Zagorac Varaždin
HŠK Zagorac, nogometni klub iz Varaždina.

## Povijest
Natjecao se u varaždinskim lokalnim ligama. 
Dolazak NDH nije donio dobre dane mnogim varaždinskim klubovima, ali se odrazilo na HŠK Zagorac. Povjerenik za šport NDH Miško Zebić 21. svibnja 1941. je donio odluku kojim se raspustilo sve športske saveze i olimpijski odbor. Istom je uveo povjerenički sustav u sve hrvatske športske klubove i organizacije. Varaždinski šport je zbog toga platio veliku cijenu, osobito što mnoštvo igrača više nije smjelo nastupati zbog svog podrijetla i/ili političkog opredjeljenja, što je rezultiralo da su mnogi klubovi prestali raditi. Mnogi su igrači tad otišli igrati za dotadašnjeg niželigaša Zagorca. HRŠK Zagorac nastao je nakon što su ustaške vlasti odlukom spojile ŠK Slaviju iz Varaždina i HŠK Zagorac, koji se dotad natjecao u lokalnoj varaždinskoj župi. Ime kluba promijenjeno je u HRŠK Zagorac. U godinama NDH odigrao je četiri "Prvenstva hrvatskog državnog razreda".

## Poznati igrači i treneri
- Franjo Rupnik, igrač[2]
- Igrač Franjo Vukotić postao je savezni sudac, kontrolor, delegat i nogometni djelatnik.[3]
- Krešo Pukšec, trener[4]